# Главіна (річка)
Главіна (словац. Hlavina) — річка в Словаччині, права притока Блави, протікає в окрузі Трнава.
Довжина приблизно 2.5-3.0 км. Витік знаходиться в масиві Малі Карпати (геоморфологічна підодиниця Брезовські Карпати); на висоті близько 300 метрів.
Протікає територією села Добра Вода. Впадає у Блаву на висоті приблизно 232-235 метрів.